# 太物
太物（ふともの）は、和服用の織物の呼称の一つ。絹織物に対して綿織物や麻織物を太物と称した。

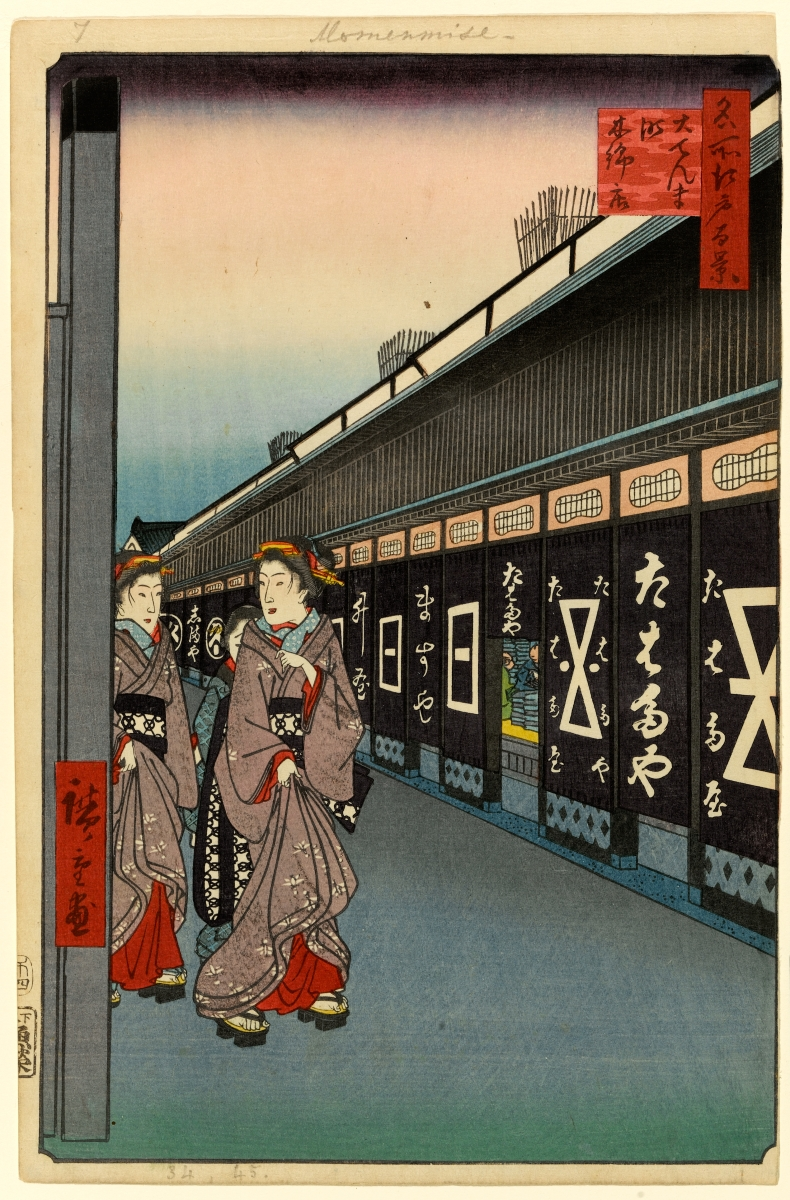
歌川広重 名所江戸百景『大てんま町木綿店』

絹の着物、すなわち本義としての呉服があり、その繊維と比較して太い木綿を主として、麻や楮を太物と呼んだ。

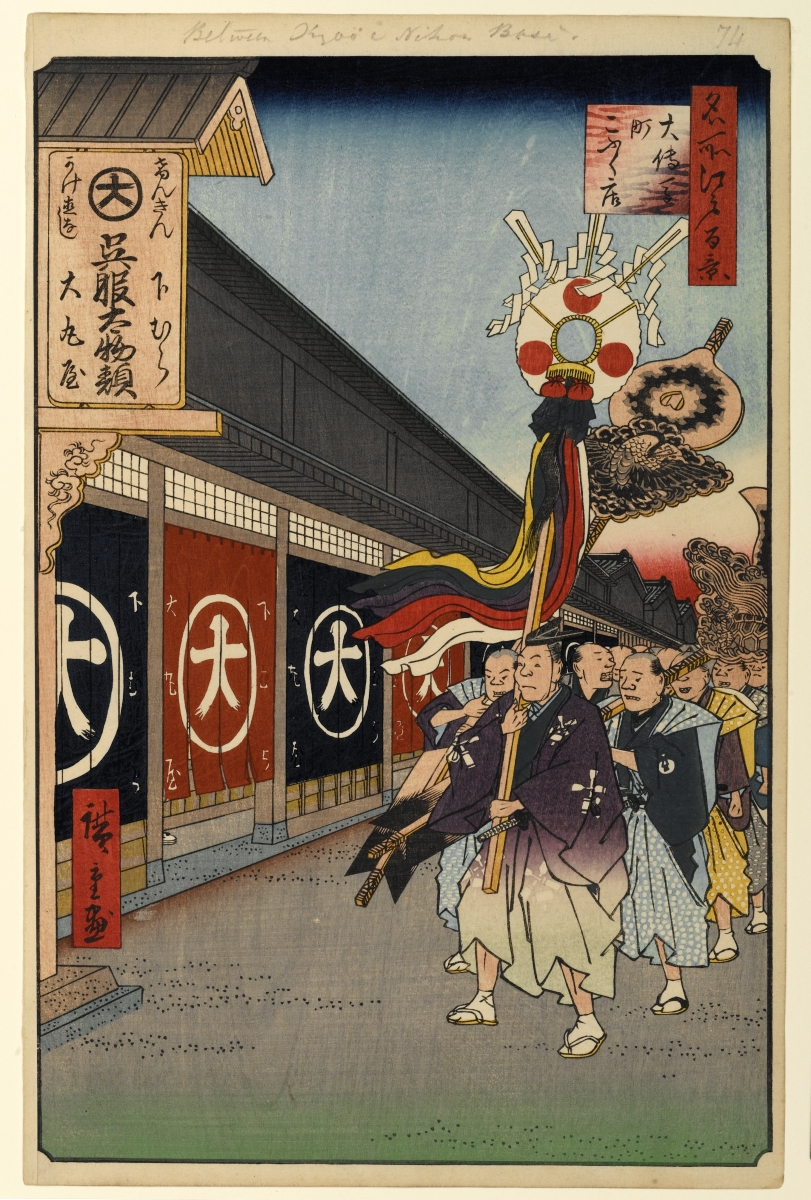
歌川広重 名所江戸百景 『大伝馬町ごふく店』

江戸時代からの呉服商の看板に「呉服 太物商」の表記が見られる。呉服屋は原則、絹織物しか扱わないため、綿や麻を扱う店舗は、前もって顧客に知らせる必要があったからである。
2000年代現在では、呉服・太物を区分する例は少なく、
一般的に呉服や和服・着物が、素材の種別を問わず総称として使用されることが多い。
また、繊維の種類も多様化しているため、昭和時代以降の太物といえば、ウールも包含される。